# خرم أباد (غويجة بل)
خرم أباد (بالفارسية: خرم‌آباد) هي منطقة سكنية تقع في إيران في قسم غويجة بل الریفي. يقدر عدد سكانها بـ 188 نسمة .